# Перлен прах
Перленият прах (на пинин zhēnzhū fěn) е препарат от стрити перли, който се използва в традиционната китайска медицина като противовъзпалително средство, за прочистване на тялото от токсини, както и за грижа за кожата.
Представлява фино смлян прах от висококачествени сладководни перли. Той естествено се съвместява и абсорбира от кожата и тялото и е безопасен за вътрешен прием. Съдържа над 12 минерала и около 18 аминокиселини, 10 от които имат лечебни свойства и участват в процеса на клетъчното хранене. Всяка от тези съставни части на колагена и белтъчините има специфична функция, и липсата им в организма прави кожата да изглежда груба, изтощена, състарена и сбръчкана.
Като основни ползи от употребата на перлен прах обикновено се посочват заздравяването и придаването на блясък на кожата, предпазване от слънчевите лъчи и бръчките. Други предимства, заради които перленият прах се използва, са свързани със забавянето на процеса на стареене: подпомага регенерацията на клетките, повишава еластичността, подобрява циркулацията на кръвта, изхвърля токсините, свързва се със свободните радикали, регулира обезцветяването на кожата, успокоява я и я изглажда.